# San Paolo (Assisi)
San Paolo è un affresco (diametro 50 cm) attribuito al giovane Giotto, databile al 1291-1295 circa e situato sulla controfacciata della Basilica superiore di Assisi.

## Descrizione e stile
Al centro della controfacciata, sopra il portale della basilica, si trovano tre medaglioni con la Madonna col Bambino ridente (al centro) e due Angeli (ai lati). Più in alto, oltre la lunetta con la Pentecoste e l'Ascensione, si trovano poi altri due grandi medaglioni con San Pietro e San Paolo, che simboleggiano la protezione papale diretta sulla basilica. Un po' tutte le scene della controfacciata sono attribuite al giovane Giotto o ai suoi collaboratori, in un momento immediatamente precedente all'inizio dei lavori alle Storie di san Francesco.
Paolo è rappresentato a mezzo busto entro un clipeo, con i tradizionali attributi fisici dei capelli e della barba castani, la testa stempiata, la veste all'antica. A differenza della figure di Pietro, rigidamente frontale, Paolo sembra accennare una leggera torsione del busto verso sinistra. Le condizioni di conservazione sono buone.
Sull'attribuzione si sono registrate diverse ipotesi: secondo Gnudi (1959) sarebbero presenti influssi romani e toscani, mentre Gioseffi (1957 e 1963), Salvini (1962) e Boskovits (1981) parlarono di un maestro ispirato a Giotto, operante dopo la stesura delle Storie francescane si vede la mano del Maestro della Cattura. Oggi le ipotesi preminenti parlano di un lavoro su disegno del responsabile delle Storie francescane, condotto però probabilmente da maestranze di bottega. 